# جشن سد

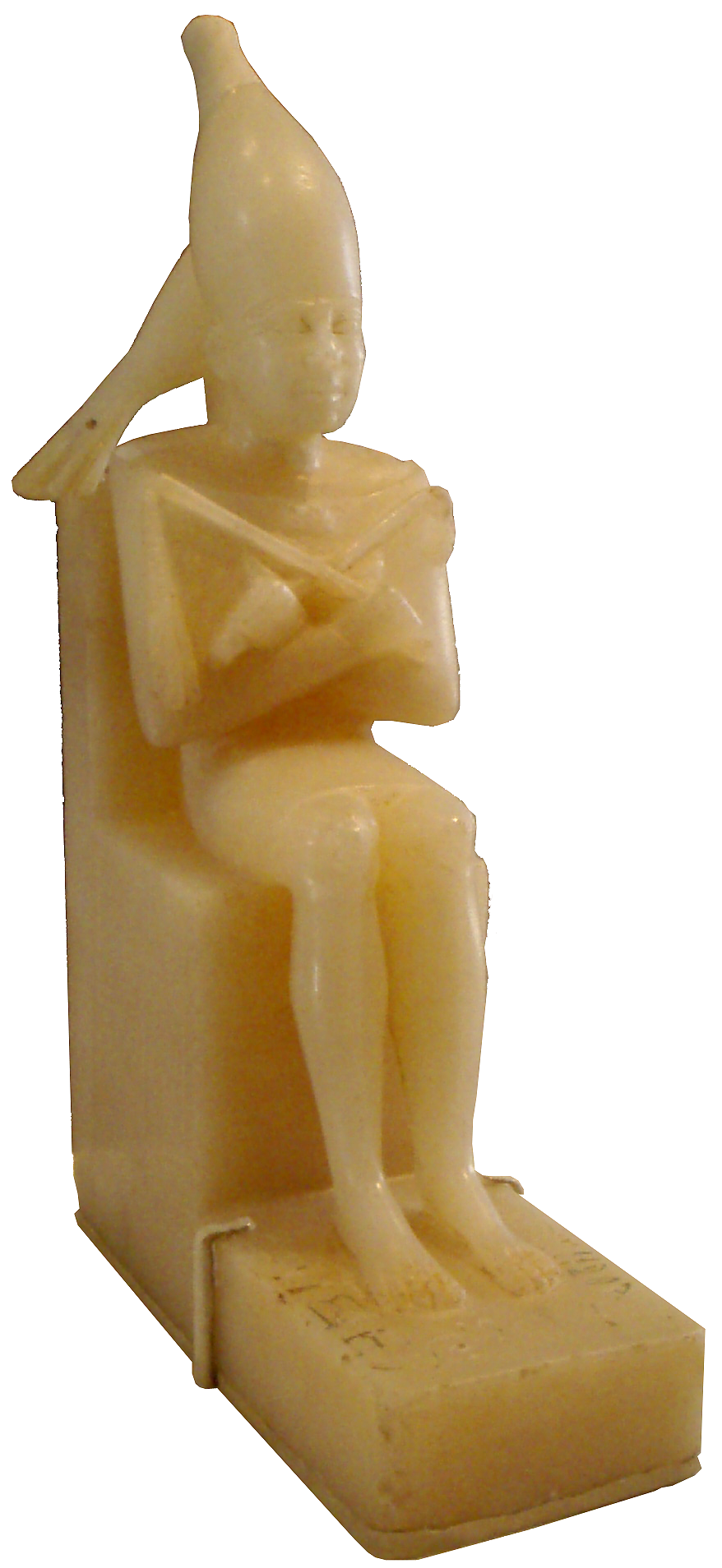
تندیس پپی یکم از جنس سنگ رخام که به مناسبت جشن سدش ساخته شده

جشن سِد مراسمی در مصر باستان بود که گرامی دارندهٔ ادامه دوران پادشاهی یک فرعون به‌شمار می‌رفته. نام این جشن از نام خدای مصری به شکل گرگ، اوپوآوت یا سِد، می‌آید.
از این جشن به همراه دیگر جشن‌های مصر باستان در دوره دودمان نخست در سنگ پالرمو نام برده شده و این رسم تا دوره بطلمیوسی نیز ادامه داشته. در این دوران نام جشن به "جشن سی سالگی" تغییر پیدا می‌کند.
به نظر می‌آید که فرعون‌هایی چون آمنهوتپ سوم و رامسس دوم این جشن را در سال ۳۰ یا ۳۱ پادشاهی خود برگزار کرده‌باشند و پس از آن هر سه سال یکبار نیز تکرار. گمان می‌رود که این روشی مرسوم بوده ولی استثنائاتی نیز وجود داشته.
کمتر سنگ‌نبشته‌ای اطلاعات دقیقی از آنچه در این جشن می‌گذشته و مراسم انجام گرفته در آن را ارائه داده است. یکی از بهترین شواهد بر این جشن مجموعه‌ای از نوشته‌هاست که در معبد خورشید فرعون نیوسررع در ابو غراب پیدا شده‌اند ولی این مجموعه اکنون در میان کلکسیون‌های گوناگون پخش شده.
زمان این جشن در نخستین روز ماه تیبی (Tybi) از فصل پِرِت (Peret) که به گونه تقریبی برابر با نخستین ماه زمستان می‌شده، بوده و برای ۱۰ روز ادامه داشته.

## آداب اصلی جشن
مهم‌ترین مراسم به کار رفته در جشن سد به شرح زیرند:
- فرعون عالمانه به بررسی ساختمان‌های در حال ساخت و گله گوسفندان می‌پرداخت.
- دسته: شاه برای بار نخست در لباس جشن سد ظاهر می‌شود و در گنارش فرزندان او حرکت می‌کنند.
- مراسم در یک ساختمان: مبلمان به شکل شیر ساخته شده برای نوزایی و نو شدن شاه دسته‌وار به نمایش گذاشته می‌شدند.
- مردمانی از هر بخش کشور در برابر شاه حضور می‌یافتند.
- حضور دوباره مردم.
- دستهٔ مین
- شاه دربرابر معبد اوپوآوت توقف می‌کرده، لباس عوض می‌کرده و به صورت نمادین می‌دویده. به نظر می‌آید که دویدن بخش مهمی از جش بوده و نماد آن به‌شمار می‌رفته.
- سرشماری گله‌ها و تقدیم گاو و گوسفند به خدایان.
- آوردن تخت جلوس
- دستهٔ تخت جلوس